# Metrosideros microphylla
Metrosideros microphylla là một loài thực vật có hoa trong Họ Đào kim nương. Loài này được (Schltr.) J.W.Dawson mô tả khoa học đầu tiên năm 1984.